# Đội tuyển bóng đá bãi biển quốc gia Pháp
Đội tuyển bóng đá bãi biển quốc gia Pháp đại diện Pháp ở các giải thi đấu bóng đá bãi biển quốc tế và được điều hành bởi FFF, cơ quan quản lý bóng đá ở Pháp.

## Thành tích thi đấu

### Vòng loại giải vô địch bóng đá bãi biển thế giới khu vực châu Âu
| Vòng loại giải vô địch bóng đá bãi biển thế giới Record | Vòng loại giải vô địch bóng đá bãi biển thế giới Record | Vòng loại giải vô địch bóng đá bãi biển thế giới Record | Vòng loại giải vô địch bóng đá bãi biển thế giới Record | Vòng loại giải vô địch bóng đá bãi biển thế giới Record | Vòng loại giải vô địch bóng đá bãi biển thế giới Record | Vòng loại giải vô địch bóng đá bãi biển thế giới Record | Vòng loại giải vô địch bóng đá bãi biển thế giới Record | Vòng loại giải vô địch bóng đá bãi biển thế giới Record | Vòng loại giải vô địch bóng đá bãi biển thế giới Record | Vòng loại giải vô địch bóng đá bãi biển thế giới Record |
| Năm                                                     | Vòng                                                    | St                                                      | W                                                       | WE                                                      | WP                                                      | B                                                       | BT                                                      | BB                                                      | HS                                                      | Đ                                                       |
| ------------------------------------------------------- | ------------------------------------------------------- | ------------------------------------------------------- | ------------------------------------------------------- | ------------------------------------------------------- | ------------------------------------------------------- | ------------------------------------------------------- | ------------------------------------------------------- | ------------------------------------------------------- | ------------------------------------------------------- | ------------------------------------------------------- |
| 2008                                                    | -                                                       | -                                                       | -                                                       | -                                                       | -                                                       | -                                                       | -                                                       | -                                                       | -                                                       | -                                                       |
| 2009                                                    | -                                                       | 6                                                       | 4                                                       | 0                                                       | 0                                                       | 2                                                       | 30                                                      | 22                                                      | +8                                                      | 12                                                      |
| 2011                                                    | -                                                       | 4                                                       | 3                                                       | 0                                                       | 0                                                       | 1                                                       | 30                                                      | 17                                                      | +13                                                     | 9                                                       |
| 2013                                                    | -                                                       | 7                                                       | 2                                                       | 0                                                       | 2                                                       | 3                                                       | 30                                                      | 33                                                      | -3                                                      | 6                                                       |
| 2015                                                    | -                                                       | 8                                                       | 3                                                       | 0                                                       | 0                                                       | 5                                                       | 28                                                      | 30                                                      | -2                                                      | 9                                                       |
| 2017                                                    | -                                                       | 8                                                       | 5                                                       | 0                                                       | 1                                                       | 2                                                       | 38                                                      | 36                                                      | +2                                                      | 16                                                      |
| Tổng cộng                                               | 5/6                                                     | 33                                                      | 17                                                      | 0                                                       | 3                                                       | 13                                                      | 156                                                     | 138                                                     | +18                                                     | 54                                                      |

## Đội hình hiện tại
Chính xác tính đến tháng 7 năm 2012:
Ghi chú: Quốc kỳ chỉ đội tuyển quốc gia được xác định rõ trong điều lệ tư cách FIFA. Các cầu thủ có thể giữ hơn một quốc tịch ngoài FIFA.
| Số | VT | Quốc gia | Cầu thủ           |
| -- | -- | -------- | ----------------- |
| 1  | TM |          | Robin Gasset      |
| 2  | HV |          | Julien Soares     |
| 4  | HV |          | Jmarc Edouard     |
| 5  | HV |          | Didier Samoun     |
| 6  | HV |          | Anthony Fayos     |
| 7  | TV |          | Jérémy Basquaise  |
| 8  | TV |          | Stéphane François |

| Số | VT | Quốc gia | Cầu thủ                    |
| -- | -- | -------- | -------------------------- |
| 9  | TĐ |          | Mickael Pagis (đội trưởng) |
| 10 | TĐ |          | Jeremy Bru                 |
| 11 | TĐ |          | Romain Tossem              |
| 12 | HV |          | Anthony Mendy              |
| 14 | TĐ |          | Frédéric Mendy             |
| 16 | TM |          | Denis Fort                 |

Huấn luyện viên: Stéphane François

## Cầu thủ đáng chú ý
- Eric Cantona
- Andy Delort
- Samir Belamri
- Jairzinho Cardoso
- Thierry Ottavy
- Jean Saidou
- Gregory Tanagro
- Mickaël Pagis
- Sébastien Sansoni

## Thành tích
- Giải vô địch bóng đá bãi biển châu Âu 2011 Vô địch thăng hạng
- Giải vô địch bóng đá bãi biển thế giới: 1 (2005)
- Giải vô địch bóng đá bãi biển châu Âu: 1 (2004)